# Yläne

Wappen der ehemaligen Gemeinde Yläne

Yläne [ˈylænɛ] ist eine ehemalige Gemeinde im Südwesten Finnlands. Anfang 2009 wurde sie nach Pöytyä eingemeindet.

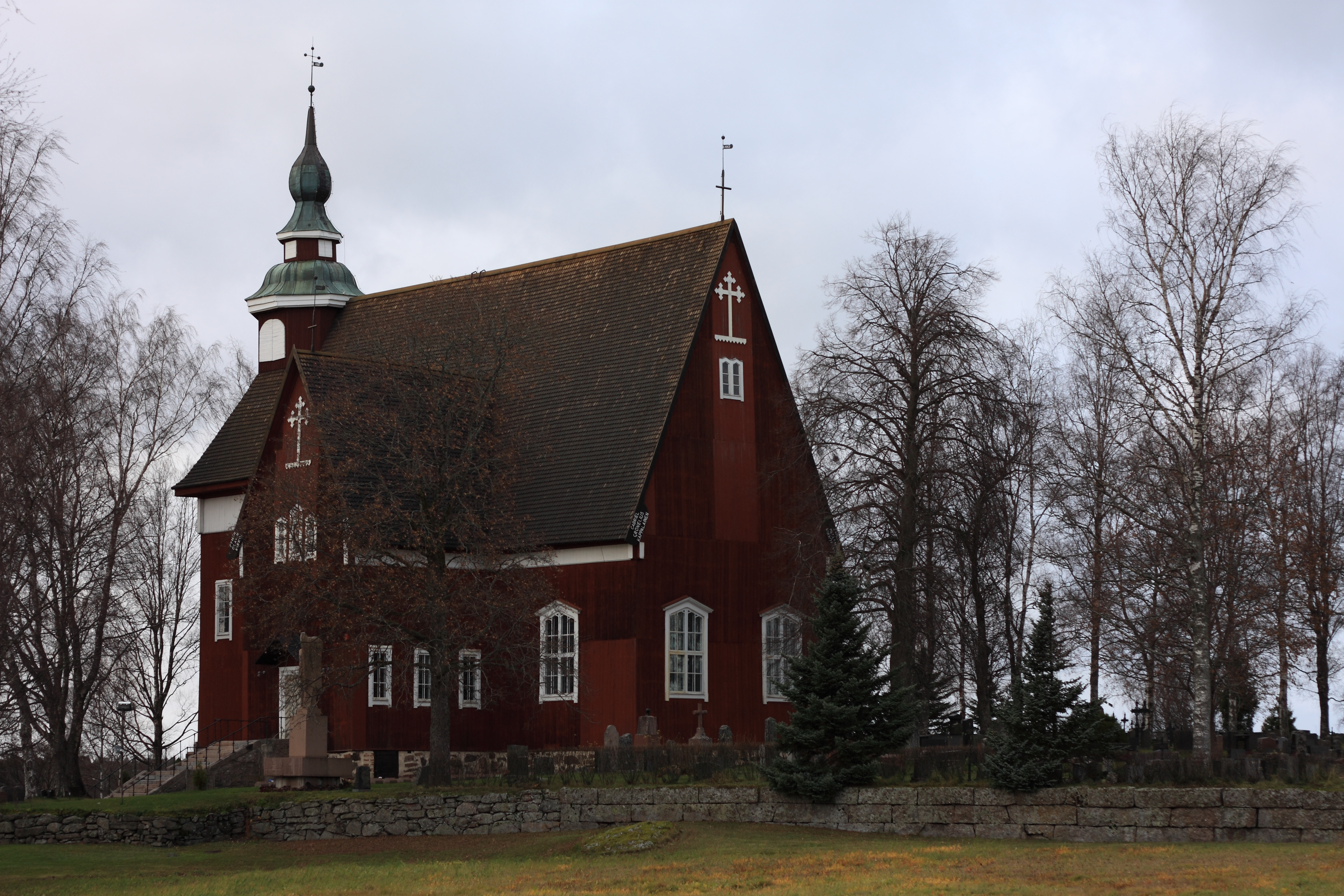
Die Kirche von Yläne

Yläne liegt in der Landschaft Varsinais-Suomi 55 Kilometer nördlich von Turku. Die Gemeinde hatte eine Fläche von 365,60 Quadratkilometern (davon 22,66 Quadratkilometer Binnengewässer). Das Kirchdorf von Yläne liegt am Fluss Yläneenjoki wenige Kilometer vor dessen Mündung in den Pyhäjärvi-See. Zum ehemaligen Gemeindegebiet von Yläne gehören außerdem die Dörfer Heinijoki, Huvitus, Keihäskoski, Kolinummi, Kurala, Kärrilä, Lietsala, Pramila, Tourula, Uusikartano, Vainionperä und Yläneenkartano. Die Einwohnerzahl betrug zuletzt 2.109. Die Gemeinde war einsprachig finnischsprachig.
In Yläne bestand schon im 14. Jahrhundert eine Kapelle der Kirchengemeinde Pöytyä. Die heutige Holzkirche des Ortes wurde 1782 errichtet. Eine weitere Sehenswürdigkeit der Gemeinde ist der Gutshof Vanhakartano, der um 1790 gebaut wurde, in Teilen aber schon auf das 17. Jahrhundert zurückgeht. Seit 2002 besteht in Yläne ein „Naturkabinett“, ein Informationszentrum zu Natur und Umwelt.